# Jarosław Góra
Jarosław Marek Góra (ur. 17 października 1964 w Lublinie) – piłkarz występujący na pozycji pomocnika, reprezentant Polski, trener.

## Przebieg kariery
W I lidze rozegrał 193 mecze i strzelił 27 bramek. W sezonie 1990/91 w barwach Zagłębia Lubin zdobył mistrzostwo Polski.
W reprezentacji narodowej rozegrał cztery mecze, ale tylko jeden oficjalny – 5 lipca 1992 w Gwatemali z reprezentacją Gwatemali (2:2).
| l.p. | Data         | Miejsce              | Przeciwnik | Rezultat | Rozgrywki  | Grał   | Uwagi |
| ---- | ------------ | -------------------- | ---------- | -------- | ---------- | ------ | ----- |
| 1.   | 5 lipca 1992 | Gwatemala, Gwatemala | Gwatemala  | 2:2      | Towarzyski | do 69' |       |

Od 2008 do 30 listopada 2010 był trenerem czwartoligowego Startu Krasnystaw.